# Cruz de Vuelo Distinguido (Estados Unidos)
Este artículo es sobre una condecoración de Estados Unidos. Para el artículo sobre la condecoración del Reino Unido y la Mancomunidad, véase Cruz de Vuelo Distinguido (Reino Unido).
La Cruz de Vuelo Distinguido (en inglés: Distinguished Flying Cross) es una condecoración otorgada a cualquier miembro de las Fuerzas Armadas de los Estados Unidos, a quien se distingue por su heroísmo o éxito extraordinario mientras participaba en un vuelo. La realización de la acción heroica debe ser realizada de manera totalmente voluntaria y más allá del cumplimiento del deber y debe haber sido en un desempeño tan excepcional que lo distinga de sus camaradas o de otros en circunstancias similares.
La Cruz de Vuelo Distinguido fue autorizada por una ley del Congreso del 2 de julio de 1926, modificada por una orden Ejecutiva 7786 de 8 de enero de 1938. Se creó con retroactividad a partir del 11 de noviembre de 1918. Al creerse, que también podía ser otorgada a aquellos que hubiesen sido recomendados para recibir la Medalla de Honor, la Cruz por Servicio Distinguido, la Cruz de la Armada o la Medalla por Servicio Distinguido, pero que no les hubiera sido concedida .
Está situada entre la Legión al Mérito y la Medalla del Soldado.
La primera persona en recibir la Cruz de Vuelo Distinguido fue el Capitán Charles Lindbergh, quien la recibió por cruzar el Océano Atlántico en vuelo sin escalas (Nueva York / París) en 1927. El primer miembro de la Armada en recibirla fue el Comandante Richard Evelyn Byrd, el 9 de mayo de 1926, por sobrevolar el Polo Norte.
Durante los tiempos de guerra, los miembros de las fuerzas aéreas de las naciones aliadas sirviendo con los Estados Unidos pueden recibirla, así como los instructores de vuelo o los estudiantes que muestren heroísmo en las escuelas de vuelo.

## Diseño
La Cruz de Vuelo Distinguido fue diseñada por Elizabeth Hill y Arthur E. DuBois. Es una cruz de bronce, de estilo patée. En el anverso hay una hélice de 4 aspas superpuestas. El reverso esta en blanco para el grabado del nombre del destinatario y su rango.
Cuelga de un galón azul oscuro. A los lados y en medio hay una franja blanca, y sobre la franja blanca central hay una franja roja.

## Receptores

### Militares
- George H. W. Bush; presidente de los Estados Unidos.
- Ted Stevens
- James H. Doolittle
- Curtis LeMay
- John Glenn
- John McCain: candidato presidencial.
- James Stewart
- Ross E. Rowell
- Allan Thorne
- Clark Gable: actor.
- Richard Best
- Douglas MacArthur: general del Ejército.
- Joseph McCarthy: senador.

### Civiles
- Orville Wright[1]
- Wilbur Wright[1]
- Amelia Earhart[1]
- Eugene Burton Ely

### Astronautas
- Neil Armstrong